# Sozialdemokratische Partei Deutschlands
De Sozialdemokratische Partei Deutschlands (SPD, Sociaaldemocratische Partij van Duitsland) is de oudste politieke partij van Duitsland; een van haar voorgangers werd opgericht in 1863, de huidige naam heeft ze sinds 1890. Ze was jarenlang Duitslands grootste partij in ledenaantal (438.000 leden in 2017) en steeds een van de grootste, zo niet de grootste sociaaldemocratische partij in de wereld.
In 1918 werd voor het eerst een sociaaldemocraat regeringsleider van Duitsland. In 1933 werd de partij verboden, maar heropgericht in 1945 werd het de op een na belangrijkste partij. In de periodes 1969–1982, 1998–2005 en 2021–2025 was de bondskanselier een sociaaldemocraat.

## Geschiedenis

### Begin en Keizerrijk
De oorsprongen van de SPD gaan terug naar de vroege socialisten van de 19e eeuw, ongeveer sinds 1830 (de Vormärz). De eigenlijke oprichting van haar voorlopers gebeurde in 1863 met de Allgemeiner Deutscher Arbeiterverein (ADAV) van Ferdinand Lassalle, die zelf oorspronkelijk bij de radicale democraten hoorde. In 1869 kwam de radicalere Sozialdemokratische Arbeiterpartei (SDAP) erbij. Beide verenigden zich in 1875 in Gotha tot de Sozialistische Arbeiterpartei Deutschlands (SAPD).
De partij werd in 1878 onder de regering van Otto von Bismarck met de Socialistenwet verboden, volgend op twee aanslagen op keizer Wilhelm I, hoewel de partij niets daarmee te maken heeft gehad. Wel kon men nog steeds op de partij of haar kandidaten stemmen, en mede omdat het verbod de toeloop van kiezers niet kon stoppen werd het in 1890 niet verlengd. In 1890 in Erfurt kreeg de partij haar huidige naam; ondanks een meer revolutionair programma op marxistische grondslag toonde de partij zich ook pragmatisch. De vijandelijke houding van de overheid en de "burgerlijke" maatschappij zorgde echter ervoor dat de partij op haar beurt niet aan regeringen wilde deelnemen.
In 1914 steunde de SPD wel de oorlogskredieten, op één lid na, Karl Liebknecht. De SPD werkte vanaf 1917 met de links-liberalen en katholieken samen. In 1917 scheidde een radicale vleugel zich af van de SPD, de Unabhängige Sozialdemokratische Partei Deutschlands (USPD). In 1918/1919 sloot de linkervleugel hiervan zich aan bij de communisten (Kommunistische Partei Deutschlands).

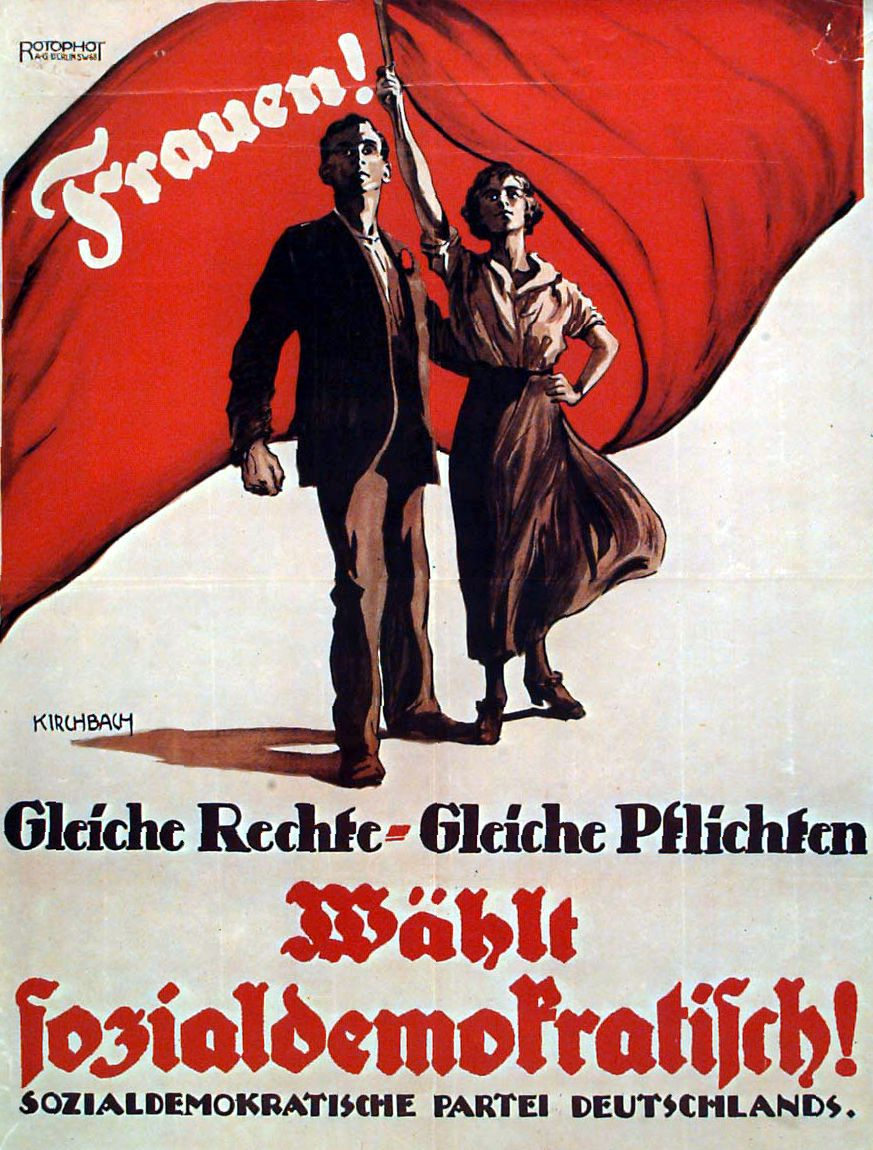
Affiche uit 1919, voor de verkiezingen van de grondwetgevende vergadering

### Weimarrepubliek en Nazi-Duitsland
1918 werd een belangrijk jaar voor de SPD, aangezien er met Friedrich Ebert voor het eerst een sociaaldemocraat in de regering kwam en zelfs regeringsleider werd. Diezelfde Ebert werd op 11 februari 1919 ook tot de eerste rijkspresident gekozen. Toch nam de SPD in de Weimarrepubliek niet aan veel regeringen deel, onder meer omdat ze het regeren niet gewend was en bang was dat regeringsdeelname haar onpopulair zou maken. Ze steunde wel de meeste centrumrechtse regeringen van die tijd, tot 1932, om erger te voorkomen.
In 1933 waren de sociaaldemocraten de enigen die nee zeiden tegen de Machtigingswet, een wet die de regering van Adolf Hitler toeliet om wetten ook zonder het parlement te maken. Kort daarna werd de partij verboden, vele leiders moesten uit het land vluchten, werden gevangengenomen of gedood. Belangrijke centra van de partij werden Londen, Parijs, Wenen (tot 1938) en Praag (1939). In die tijd noemde de partij zich SOPADE.

### Bondsrepubliek

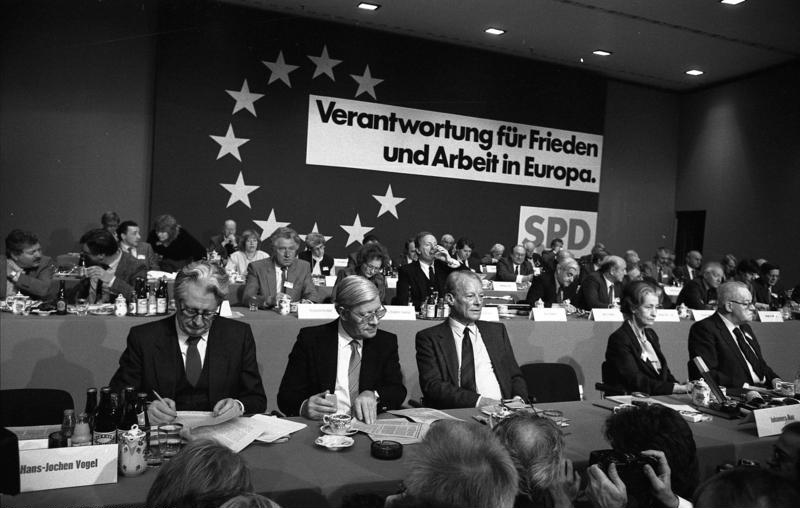
Partijcongres in 1983

In 1945 mochten de sociaaldemocraten hun partij in de overgebleven delen van Duitsland heroprichten, wel nog gescheiden qua zone. In de Sovjet-bezettingszone moest ze zich in 1946 'verenigen' met de Communistische Partij (KPD), in de vrije zones werd dat voorkomen onder meer door de inzet van Kurt Schumacher, voorzitter van 1945 tot 1952. Hij had bijna de gehele Hitler-tijd in de concentratiekampen gezeten en wilde niet een tweede dictatuur in Duitsland zien.
Desondanks meenden de Verenigde Staten destijds dat de SPD naar het marxisme neigde. Daarom betaalden de VS in 1950 en ook later in de jaren vijftig in het geheim honderdduizenden Duitse mark aan Willy Brandt, die destijds de lijn voorstond van integratie van de Duitse Bondsrepubliek in het Westen.
Mede door de weinig constructieve houding van Schumacher, die sceptisch was over een samenwerking met de westerse mogendheden, verloor de SPD populariteit bij de kiezers. Onder Schumacher, die in 1952 overleed, en zijn opvolger Erich Ollenhauer (voorzitter tot 1963) kwam ze bij de federale verkiezingen niet boven de 32 procent.
Willy Brandt, kanselierskandidaat sinds 1961, voorzitter sinds 1964 en kanselier sinds 1969, slaagde erin om de partij in 1972 naar de 43 procent te trekken, zodat ze zelfs meer kiezers kreeg dan de CDU/CSU. Brandt was kanselier tot 1974, toen zijn persoonlijke medewerker Günter Guillaume ontmaskerd werd als DDR-spion. Hij bleef partijvoorzitter, maar Helmut Schmidt werd kanselier. In 1982 verliet de liberale coalitiepartner FDP de regering en maakte het kanselierschap van de christendemocraat Helmut Kohl mogelijk. Tussen 1982 en 1998 zaten de sociaaldemocraten op federaal niveau in de oppositie.

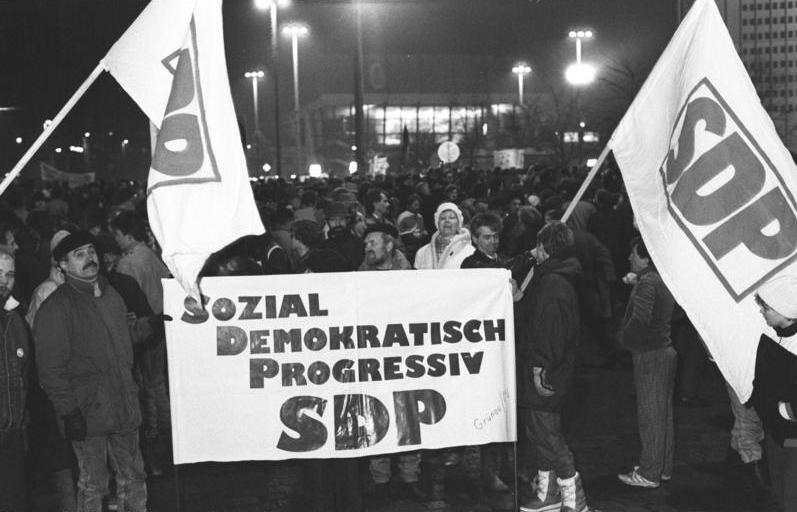
SDP op een demonstratie in Leipzig, januari 1990

De SPD kon andere linkse partijen lange tijd klein houden, maar in 1983 kwamen de Groenen (nu Bündnis 90/Die Grünen) voor het eerst de Bondsdag in. In de eerste jaren waren de Groenen nog niet bereid om een coalitie met de SPD te vormen, maar op den duur werd dit een haalbare optie, ook op federaal niveau.
In de DDR was de SPD verboden, ook nog toen in oktober 1989 de Sozialdemokratische Partei in der DDR werd opgericht. Ze herenigde zich in 1990 met de SPD van het westen.

#### Regeringen-Schröder (1998–2005)
Na de verkiezingen in 1998 werd Gerhard Schröder op 27 oktober 1998 tot bondskanselier verkozen. Daarmee kreeg Duitsland na 16 jaar weer een sociaaldemocraat aan het roer. Schröder was de derde sociaaldemocratische kanselier van Duitsland. Het kabinet-Schröder I was een coalitie tussen de SPD en Bündnis 90/Die Grünen. Onder meer door het feit dat voor het eerst politici van de nieuwe sociale bewegingen aan de regering deelnamen, was er snel sprake van het project rood-groen, die een wijziging in de politieke cultuur van Duitsland personifieerde.
Schröders regeerstijl werd, al naargelang de politieke houding, als pragmatisch of populistisch geclassificeerd. Kenmerkend voor Schröder was zijn vaardigheid in de omgang met de media. Binnen zijn regering verliepen de verhoudingen echter niet altijd vlekkeloos: in het begin van zijn eerste legislatuur (1998 tot 2002) botste Schröder met de toenmalige minister van Financiën Oskar Lafontaine, toen bleek dat zij verschillende opinies hadden over substantiële economische en financiële vraagstukken. In de loop van dit meningsverschil, dat tot een machtsstrijd evolueerde, verliet Lafontaine in 1999 de regering en gaf zijn ambt als partijvoorzitter op. Schröder volgde hem als partijvoorzitter op en verving Lafontaine door Hans Eichel als minister van Financiën.
Hoewel het eerste jaar van regeren voor de rood-groene coalitie in een reeks verliezen in de Landdagverkiezingen leidde, kon het kabinet van Schröder zich in de loop van de CDU-Spendenaffaire (1999/2000) consolideren. Het hoofddoel van Schröders politiek was het verlagen van de werkloosheid in Duitsland, maar hij slaagde er niet in dit te bewerkstelligen. In 2002 vertrouwde hij Peter Hartz de vorming van een hervormingsconcept toe (Hartz-concept). Schröders hervormingen van de sociale voorzieningen werden niet zozeer door de CDU, maar vooral door de linkervleugel van de SPD aan de kaak gesteld. Schröder moest meerdere keren de eenheid van de coalitie door min of meer bedekte ontslagdreigementen waarborgen.
Tijdens de verkiezingen op 22 september 2002 wisten SPD en Groenen nipt hun meerderheid te behouden. Schröder werd als bondskanselier herkozen en het kabinet-Schröder II trad aan op 22 oktober 2002.
Voor het eerst sinds de Tweede Wereldoorlog traden Duitse troepen op buiten de landsgrenzen: in Kosovo en in Afghanistan. Samen met Frankrijk en Rusland werd geprotesteerd tegen de Amerikaanse invasie in Irak van 2003. De speciale band tussen Berlijn en Washington kwam tijdens de Rood-Groene coalitie tot een einde.
De SPD verloor een aantal deelstaatverkiezingen, zelfs in Noordrijn-Westfalen, waar de SPD sinds 1966 aan het roer had gestaan. Op 1 juli 2005 stelde Schröder in de Bondsdag de vertrouwensvraag, die hij opzettelijk verloor. Door het verliezen van de vertrouwensvraag was het mogelijk om aan de Bondspresident de ontbinding van de Bondsdag te vragen en vervolgens nieuwe verkiezingen te houden.

#### Regeringen-Merkel (2005–2009, 2013–2021)

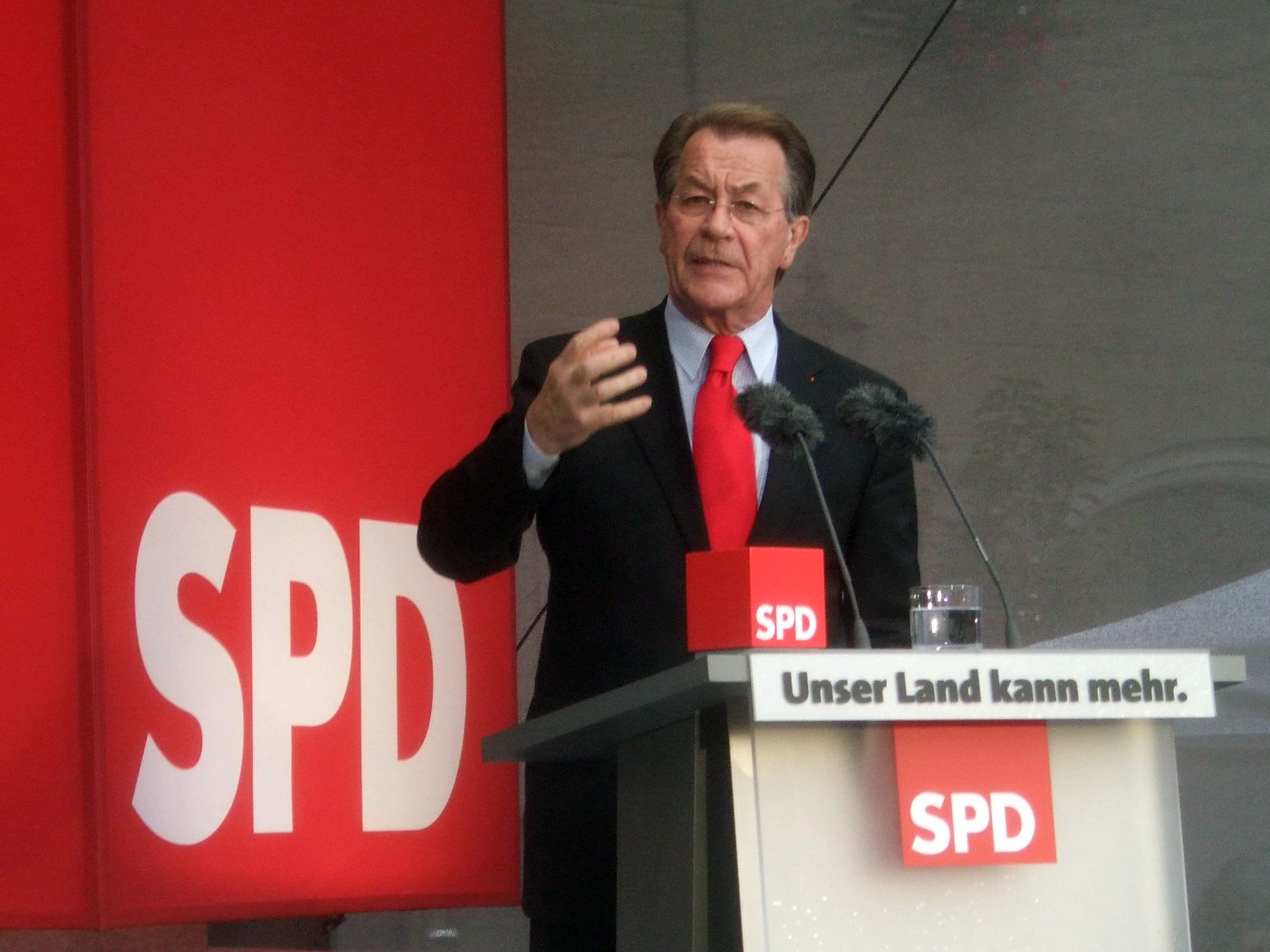
Franz Müntefering, SPD-voorzitter tussen 2004-2005 en tussen 2008-2009

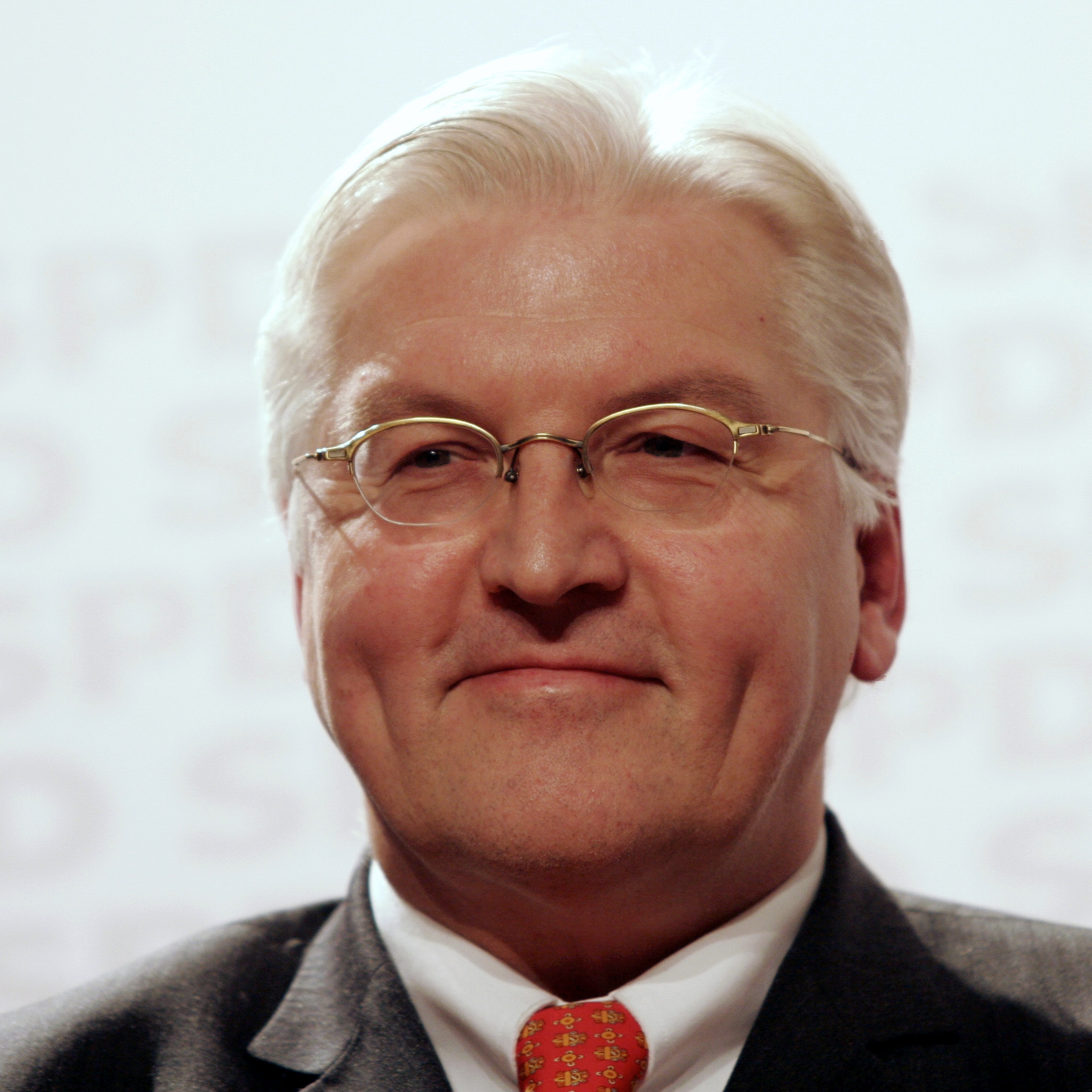
Frank-Walter Steinmeier, bondspresident sinds 2017

De Bondsdagverkiezingen van 2005 werden gehouden op 18 september 2005. Een duidelijke winnaar was er niet: noch een christelijk-liberale coalitie (Union en FDP), noch een sociaaldemocratisch-groene coalitie (SPD en Bündnis 90/Die Grünen) behaalde een meerderheid. De Union had enkele parlementsleden méér dan de SPD. Omdat de SPD geen coalitie met de Linkspartei wilde vormen, en omdat FDP en Groenen niet met elkaar een coalitie in wilden, bleef een "grote coalitie" van CDU/CSU en SPD als enige mogelijkheid over. Het kabinet-Merkel I kwam op 22 november tot stand. Schröder verliet de politiek en ging onder meer aan de slag voor een Russisch gasbedrijf.
Franz Müntefering, die in 2004 de voorzitterschap van de SPD van Schröder had overgenomen, trad af toen de partij kort na de verkiezingen zijn secretaris-generaal niet accepteerde. Hij bleef wel minister van Sociale Zaken. De nieuwe voorzitter werd de Brandenburgse minister-president Matthias Platzeck (als eerste Oost-Duitser), maar hij trad al in 2006 af vanwege gezondheidsredenen. Zijn opvolger als SPD-voorzitter werd de minister-president van Rijnland-Palts, Kurt Beck. Onder leiding van Beck kwam de SPD steeds verder in moeilijkheden. In de peilingen maakte de partij een vrije val, ten gunste van de CDU/CSU. Op 7 september 2008 trad Beck bij een partijtop in Potsdam onmiddellijk af als partijvoorzitter, en werd Franz Müntefering als nieuwe voorzitter voorgedragen, die zich het jaar daarvoor uit de politiek had teruggetrokken wegens de ziekte van zijn vrouw. Ook werd Frank-Walter Steinmeier gekozen tot de kandidaat van de sociaaldemocraten bij de Bondsdagverkiezingen van 2009.
De Bondsdagverkiezingen van 27 september 2009 leverden het op een na slechtste resultaat voor de SPD sinds het bestaan van de Bondsrepubliek, met een minus van 11,2 procent. Bondskanselier Angela Merkel vormde hierop een nieuwe regering met de FDP en zonder de SPD. Toen in 1998 Schröder bondskanselier werd, had de SPD 40,9 procent, elf van de zestien ministers-presidenten en 775.000 leden. Bij de verkiezingen in 2009, na elf jaar in de regering, had ze 23 procent, vijf ministers-presidenten en ruim een half miljoen leden. Tussen een linkser geworden CDU en een sterkere Die Linke kwam de partij voor grote inhoudelijke discussies te staan, onder meer over toekomstige coalities met Die Linke. Na vier jaar in de oppositie te hebben gezeten, won de SPD bij de Bondsdagverkiezingen van 2013 weer een aantal zetels terug. De partij boekte niet de grote winst waar op gehoopt was, maar speelde door het grote verlies van de FDP wel een sleutelrol bij de onderhandelingen voor een nieuwe regering. Net als tussen 2005 en 2009 werd een grote coalitie gevormd tussen SPD en CDU/CSU. Deze regering, het kabinet-Merkel III, trad aan in december 2013.
In 2017 werd Martin Schulz, voormalig voorzitter van het Europees Parlement, verkozen tot nieuwe partijleider. Hij volgde Sigmar Gabriel op, die ruim zeven jaar de SPD-voorzitter was. Gabriel, die in de partij steeds minder steun en vertrouwen genoot, schoof de populairdere Schulz naar voren als kandidaat-bondskanselier voor de verkiezingen van 2017. Bij de Bondsdagverkiezingen zakte de partij van 25,8 procent naar 20,5 procent en bereikte ze de slechtste verkiezingsuitslag sinds de stichting van de Bondsrepubliek. Desondanks bleef de partij wel vertegenwoordigd in het kabinet-Merkel IV (2018–2021).

#### Regering-Scholz (2021–2025) en regering-Merz (sinds 2025)
De SPD werd bij de Bondsdagverkiezingen 2021 verrassend de grootste partij. Na het aftreden van Angela Merkel raakte de CDU/CSU in verval en met Olaf Scholz als kandidaat trok de SPD veel kiezers naar zich toe. Vooral bij de SPD had men geen trek meer in een nieuwe "grote coalitie" met de christendemocraten. Het lukte Scholz om samen met de andere twee winnaars, De Groenen en FDP, een verkeerslichtcoalitie te vormen. Het was de eerste keer dat in Duitsland op landelijk niveau een driepartijencoalitie ontstond. Olaf Scholz werd de nieuwe bondskanselier en in totaal leverde de SPD zeven ministers voor het kabinet-Scholz.
Vanwege de krimpende economie en stijgende energieprijzen verloor Scholz als bondskanselier veel aanhang. In opiniepeilingen werd hij op den duur zelfs bestempeld als de minst populaire bondskanselier sinds de Tweede Wereldoorlog. Een financieel conflict met de FDP leidde in november 2024 tot de val van zijn kabinet en vervroegde verkiezingen in februari 2025. Met Scholz wederom als kanselierskandidaat leed de SPD bij deze verkiezingen een historische nederlaag, waarbij de partij nog maar 16,4% van de stemmen behaalde en ruim voorbijgestreefd werd door de CDU/CSU en de rechts-radicale Alternative für Deutschland (AfD). Deze dreun leverde de SPD echter toch een gunstige positie op: om de radicale partijen buiten de deur te houden, was CDU-leider Friedrich Merz bij de vorming van een nieuw kabinet namelijk tot de SPD veroordeeld. Voor Olaf Scholz was in het hieropvolgende kabinet-Merz echter geen plaats meer; Lars Klingbeil werd namens de SPD vicekanselier.

## Ledenontwikkeling
(Telkens aan het eind van het jaar, afgerond op duizendtallen.)
- 1976: 1.000.000
- 1990: 943.000
- 1994: 849.000
- 1998: 775.000
- 2002: 694.000
- 2003: 651.000
- 2010: 502.000
- 2017: 438.000
- 2023: 365.000

## Partijleiders van de SPD sinds 1946
| Partijleiders | Partijleiders           | Partijleiders                  | Termijn                              | Leeftijd | Functie(s) als leider / Overige functie(s) | Functie(s) als leider / Overige functie(s) |
| ------------- | ----------------------- | ------------------------------ | ------------------------------------ | -------- | --- | --- |
|               | Kurt Schumacher         | Kurt Schumacher (1895–1952)    | 10 mei 1946 – 20 augustus 1952       | 50–56    | Fractievoorzitter in de Bondsdag (1949–1952) | |
|               | Erich Ollenhauer        | Erich Ollenhauer (1901–1963)   | 27 september 1952 – 14 december 1963 | 51–62    | Fractievoorzitter in de Bondsdag (1952–1963) | |
|               | Willy Brandt            | Willy Brandt (1913–1992)       | 16 februari 1964 – 14 juni 1987      | 50–73    | Bondskanselier (1969–1974) Vicekanselier (1966–1969) Bondsminister van Buitenlandse Zaken (1966–1969) Voorzitter van de Bondsraad (1957–1958) Burgemeester van West-Berlijn (1957–1966) | |
|               | Hans-Jochen Vogel       | Hans-Jochen Vogel (1926–2020)  | 14 juni 1987 – 29 mei 1991           | 61–65    | Fractievoorzitter in de Bondsdag (1983–1991) | Burgemeester van West-Berlijn (1981) Bondsminister van Justitie (1974–1981) Bondsminister van Ruimtelijke Ordening en Huisvesting (1972–1974)                                                                                        |
|               | Björn Engholm           | Björn Engholm (1939)           | 29 mei 1991 – 19 mei 1993            | 51–53    | Minister-president van Sleeswijk-Holstein (1988–1993) | |
|               | Johannes Rau            | Johannes Rau (1931–2006)       | 19 mei 1993 – 25 juni 1993           | 62       | Minister-president van Noordrijn-Westfalen (1978–1998) | Bondspresident van Duitsland (1999–2004) Voorzitter van de Bondsraad (1982–1983, 1994–1995) Burgemeester van Wuppertal (1969–1970)                                                                                                   |
|               | Rudolf Scharping        | Rudolf Scharping (1947)        | 25 juni 1993 – 15 november 1995      | 45–47    | Fractievoorzitter in de Bondsdag (1994–1998) Minister-president van Rijnland-Palts (1991–1994)                                                                                          | Bondsminister van Defensie (1998–2002) |
|               | Oskar Lafontaine        | Oskar Lafontaine (1943)        | 15 november 1995 – 12 maart 1999     | 52–55    | Bondsminister van Financiën (1998–1999) Minister-president van Saarland (1985–1998) | Burgemeester van Saarbrücken (1976–1985) |
|               | Gerhard Schröder        | Gerhard Schröder (1944)        | 12 maart 1999 – 20 augustus 2004     | 54–60    | Bondskanselier (1998–2005) | Voorzitter van de Bondsraad (1997–1998) Minister-president van Nedersaksen (1990–1998) |
|               | Franz Müntefering       | Franz Müntefering (1940)       | 20 augustus 2004 – 20 november 2005  | 64–65    | Fractievoorzitter in de Bondsdag (2002–2005) | Vicekanselier (2005–2007) Bondsminister van Arbeid en Sociale Zaken (2005–2007) Partijsecretaris (1999–2002) Bondsminister van Verkeer, Huisvesting en Ruimtelijke Ordening (1998–1999)                                              |
|               | Matthias Platzeck       | Matthias Platzeck (1953)       | 20 november 2005 – 10 april 2006     | 51–52    | Voorzitter van de Bondsraad (2004–2005) Minister-president van Brandenburg (2002–2013)                                                                                                  | Burgemeester van Potsdam (1998–2002) |
|               | Kurt Beck               | Kurt Beck (1949)               | 10 april 2006 – 8 september 2008     | 57–59    | Minister-president van Rijnland-Palts (1994–2013) | Voorzitter van de Bondsraad (2000–2001) |
|               | Frank-Walter Steinmeier | Frank-Walter Steinmeier (1956) | 8 september 2008 – 18 oktober 2008   | 52       | Vicekanselier (2007–2009) Bondsminister van Buitenlandse Zaken (2005–2009, 2013–2017)                                                                                                   | Bondspresident van Duitsland (sinds 2017) Fractievoorzitter in de Bondsdag (2009–2013) Chef des Bundeskanzleramts (1999–2005) Staatssecretaris voor Veiligheidsdiensten (1998–2005)                                                  |
|               | Franz Müntefering       | Franz Müntefering (1940)       | 18 oktober 2008 – 12 november 2009   | 68–69    | | Vicekanselier (2005–2007) Bondsminister van Arbeid en Sociale Zaken (2005–2007) Fractievoorzitter in de Bondsdag (2002–2005) Partijsecretaris (1999–2002) Bondsminister van Verkeer, Huisvesting en Ruimtelijke Ordening (1998–1999) |
|               | Sigmar Gabriel          | Sigmar Gabriel (1959)          | 12 november 2009 – 19 maart 2017     | 50–57    | Bondsminister van Buitenlandse Zaken (2017–2018) Vicekanselier (2013–2018) Bondsminister van Economie (2013–2017)                                                                       | Bondsminister van Milieu, Klimaat en Kernveiligheid (2005–2009) Minister-president van Nedersaksen (1999–2003) |
|               | Martin Schulz           | Martin Schulz (1955)           | 19 maart 2017 – 13 februari 2018     | 61–62    | | Voorzitter van het Europees Parlement (2012–2017) Voorzitter van de S&D (2004–2012, 2014) Burgemeester van Würselen (1987–1998) |
|               | Olaf Scholz             | Olaf Scholz (1958)             | 13 februari 2018 – 22 april 2018     | 59       | Burgemeester van Hamburg (2011–2018) | Bondskanselier (2021–2025) Vicekanselier (2018–2021) Bondsminister van Financiën (2018–2021) Bondsminister van Arbeid en Sociale Zaken (2007–2009) Partijsecretaris (2002–2004)                                                      |
|               | Andrea Nahles           | Andrea Nahles (1970)           | 22 april 2018 – 3 juni 2019          | 47–48    | Fractievoorzitter in de Bondsdag (2017–2019) | Bondsminister van Arbeid en Sociale Zaken (2013–2017) Partijsecretaris (2009–2014) |
|               | Manuela Schwesig        | Manuela Schwesig (1974)        | 3 juni 2019 – 10 september 2019      | 45       | Minister-president van Mecklenburg-Voor -Pommeren (sinds 2017) | Bondsminister voor Familie, Senioren, Vrouwen en Jeugd Zaken (2013–2017) |
|               | Malu Dreyer             | Malu Dreyer (1961)             | 3 juni 2019 – 6 december 2019        | 58       | Minister-president van Rijnland-Palts (2013–2024) | Voorzitter van de Bondsraad (2016–2017) |
|               | Thorsten Schäfer-Gümbel | Thorsten Schäfer-Gümbel (1969) | 3 juni 2019 – 30 september 2019      | 49       | | |
|               | Norbert Walter-Borjans  | Norbert Walter-Borjans (1952)  | 6 december 2019 – 11 december 2021   | 67–69    | | |
|               | Saskia Esken            | Saskia Esken (1961)            | 6 december 2019 – 27 juni 2025       | 58–63    | | |
|               | Lars Klingbeil          | Lars Klingbeil (1978)          | 11 december 2021 – heden             | 43–      | Fractievoorzitter in de Bondsdag (2025) Vicekanselier (sinds 2025) Bondsminister van Financiën (sinds 2025)                                                                             | Partijsecretaris (2017–2021) |
|               | Bärbel Bas              | Bärbel Bas (1968)              | 27 juni 2025 – heden                 | 57–      | Bondsminister van Arbeid en Sociale Zaken (sinds 2025) | Voorzitter van de Bondsdag (2021–2025) |

## Voorzitters van de SPD-Bondsdagfractie sinds 1949
| Voorzitter              | Periode                              |
| ----------------------- | ------------------------------------ |
| Kurt Schumacher         | 6 september 1949 – 20 augustus 1952  |
| Erich Ollenhauer        | 7 oktober 1952 – 14 december 1963    |
| Fritz Erler             | 3 maart 1964 – 22 februari 1967      |
| Helmut Schmidt          | 14 maart 1967 – 22 oktober 1969      |
| Herbert Wehner          | 22 oktober 1969 – 8 maart 1983       |
| Hans-Jochen Vogel       | 8 maart 1983 – 12 november 1991      |
| Hans-Ulrich Klose       | 12 november 1991 – 18 oktober 1994   |
| Rudolf Scharping        | 18 oktober 1994 – 20 oktober 1998    |
| Peter Struck            | 20 oktober 1998 – 25 juli 2002       |
| Ludwig Stiegler         | 25 juli 2002 – 24 september 2002     |
| Franz Müntefering       | 24 september 2002 – 21 november 2005 |
| Peter Struck            | 21 november 2005 – 29 september 2009 |
| Frank-Walter Steinmeier | 29 september 2009 – 16 december 2013 |
| Thomas Oppermann        | 16 december 2013 – 27 september 2017 |
| Andrea Nahles           | 27 september 2017 – 4 juni 2019      |
| Rolf Mützenich          | 4 juni 2019 – 26 februari 2025       |
| Lars Klingbeil          | 26 februari 2025 – 7 mei 2025        |
| Matthias Miersch        | sinds 7 mei 2025                     |

## Prominente SPD-politici

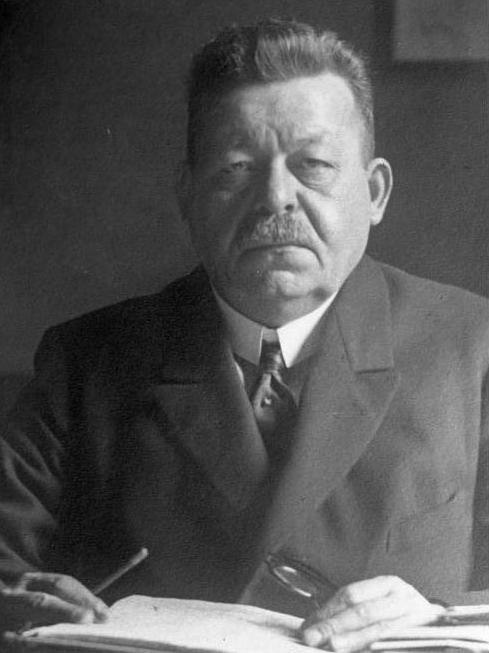
Friedrich Ebert

### Staatshoofden
Rijkspresident van de Weimarrepubliek:
- Friedrich Ebert (1919–1925)

Bondspresidenten van Duitsland:
- Gustav Heinemann (1969–1974)
- Johannes Rau (1999–2004)
- Frank-Walter Steinmeier (sinds 2017)

### Regeringsleiders
Van de Weimarrepubliek:
- Friedrich Ebert, rijkskanselier (1918) / voorzitter van de Raad van Volkscommissarissen (1918–1919)
- Philipp Scheidemann, minister-president (1919)
- Gustav Bauer, minister-president (1919) / rijkskanselier (1919–1920)
- Hermann Müller, rijkskanselier (1920, 1928–1930)

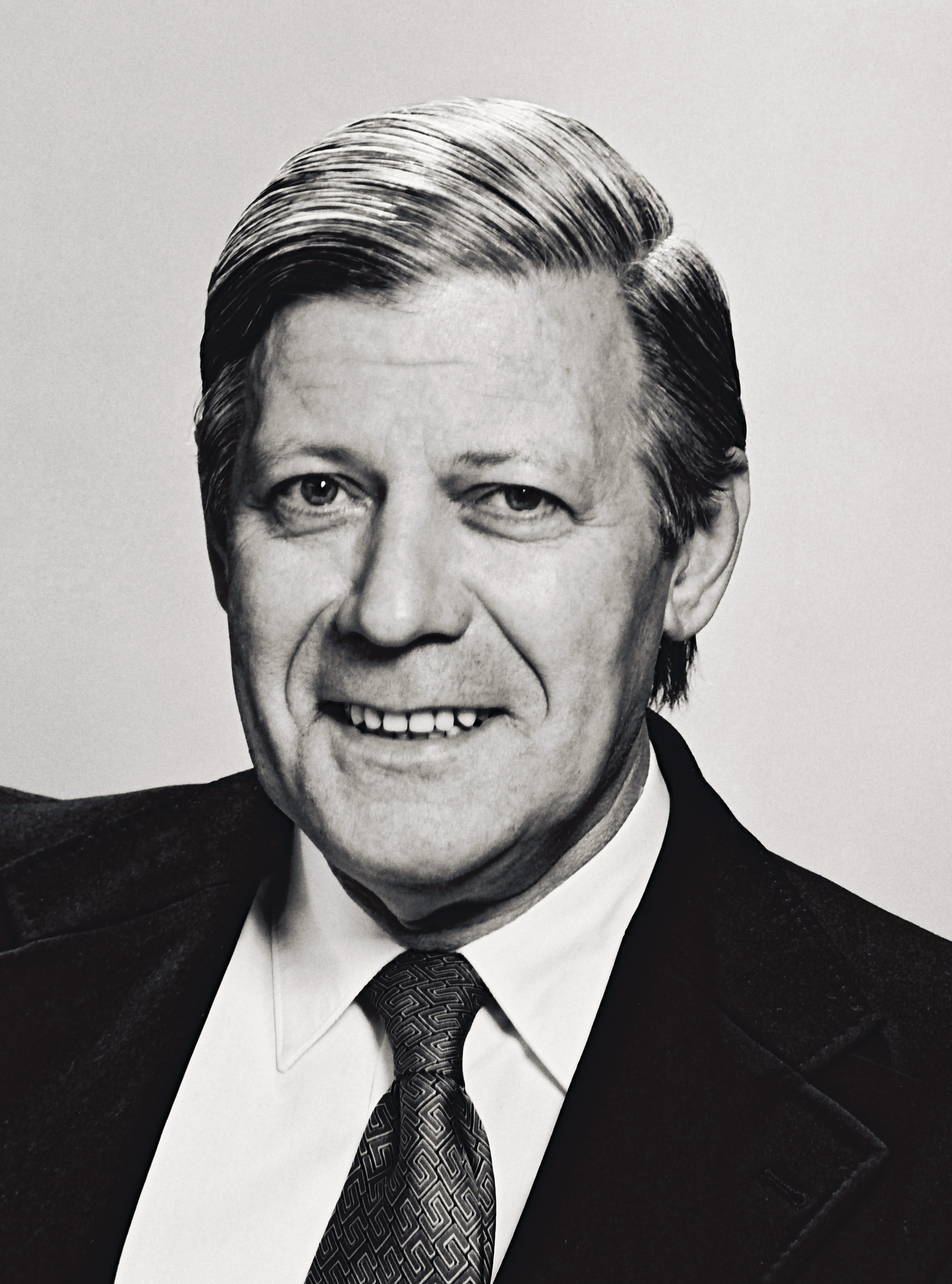
Helmut Schmidt

Bondskanseliers van Duitsland:
- Willy Brandt (1969–1974)
- Helmut Schmidt (1974–1982)
- Gerhard Schröder (1998–2005)
- Olaf Scholz (2021–2025)

### Parlementsvoorzitters
Voorzitter van de Rijksdag:
- Paul Löbe (1920–1924, 1925–1932)

Voorzitters van de Bondsdag:
- Annemarie Renger (1972–1976)
- Wolfgang Thierse (1998–2005)
- Bärbel Bas (2021–2025)

### Overige prominenten
In het Duitse Keizerrijk:

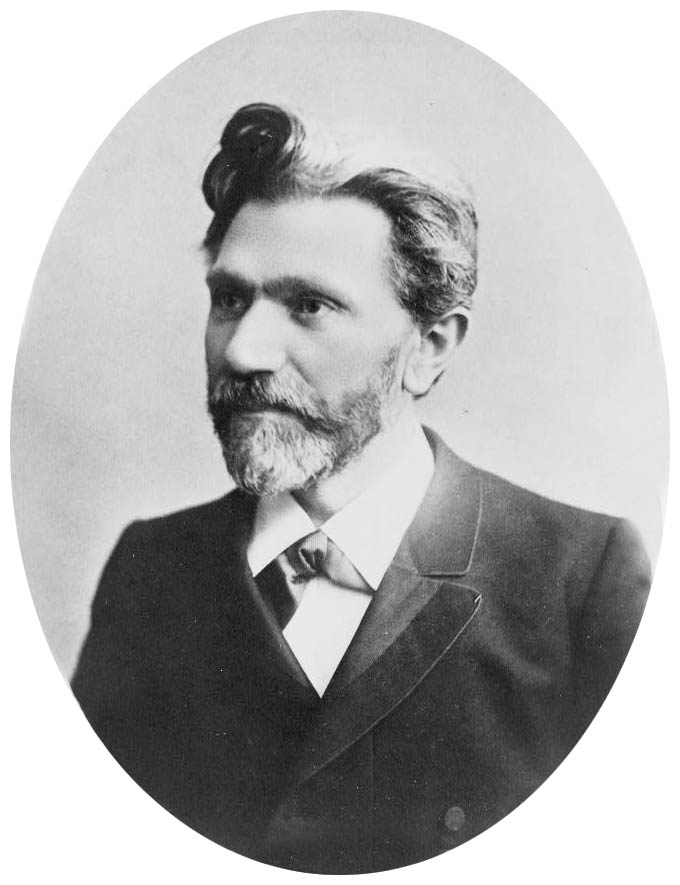
August Bebel

- Wilhelm Liebknecht, oprichter van de SDAP (1869)
- August Bebel, oprichter van de SDAP (1869)
- Karl Kautsky, theoreticus
- Eduard Bernstein, theoreticus

In de Weimarrepubliek:
- Otto Braun, minister-president van Pruisen (1920–1921, 1921–1925, 1925–1932)
- Otto Wels, sprak in 1933 als laatste sociaaldemocraat in de Rijksdag

In West-Duitsland:
- Otto Grotewohl, partijchef in de Sovjet-bezettingszone (1945–1946), liet SPD en KPD fuseren tot de SED (1946)
- Carlo Schmid, fractieleider Parlementaire Raad (1948–1949)
- Erhard Eppler, bondsminister (1968–1974) en vertegenwoordiger van de linkervleugel

## Verkiezingsuitslagen

### Rijksdagverkiezingen Duitse Keizerrijk
| Jaar | Percentage | Zetels    | Positie na verkiezingen                               |
| ---- | ---------- | --------- | ----------------------------------------------------- |
| 1877 | 9,1%       | 12 / 397  | oppositie                                             |
| 1878 | 7,6%       | 9 / 397   | oppositie                                             |
| 1881 | 6,1%       | 12 / 397  | oppositie                                             |
| 1884 | 9,7%       | 24 / 397  | oppositie                                             |
| 1887 | 10,1%      | 11 / 397  | oppositie                                             |
| 1890 | 19,7%      | 35 / 397  | oppositie                                             |
| 1893 | 23,3%      | 44 / 397  | oppositie                                             |
| 1898 | 27,2%      | 56 / 397  | oppositie                                             |
| 1903 | 31,7%      | 81 / 397  | oppositie                                             |
| 1907 | 28,9%      | 43 / 397  | oppositie                                             |
| 1912 | 34,8%      | 110 / 397 | oppositie (1912–1918) coalitieregering (Baden, Ebert) |

### Rijksdagverkiezingen Weimarrepubliek
| Jaar      | Percentage | Zetels    | Positie na verkiezingen |
| --------- | ---------- | --------- | --- |
| 1919      | 37,9%      | 165 / 423 | coalitieregering (Scheidemann, Bauer, Müller I) |
| 1920      | 21,9%      | 103 / 459 | oppositie (1920–1921) coalitieregering (Wirth I, Wirth II) oppositie (1922–1923) coalitieregering (Stresemann I, Stresemann II) oppositie (1923–1924) |
| mei 1924  | 20,5%      | 100 / 472 | oppositie |
| dec. 1924 | 26,0%      | 131 / 493 | oppositie |
| 1928      | 29,8%      | 153 / 491 | coalitieregering (Müller II) |
| 1930      | 24,5%      | 143 / 577 | oppositie |
| juli 1932 | 21,6%      | 133 / 608 | oppositie |
| nov. 1932 | 20,4%      | 121 / 584 | oppositie |
| 1933      | 18,3%      | 120 / 667 | oppositie |

### Bondsdagverkiezingen
De SPD behaalde de volgende resultaten bij de verkiezingen voor de Bondsdag:
| Jaar | Kanselierskandidaat     | Percentage | Zetels    | Positie na verkiezingen                              |
| ---- | ----------------------- | ---------- | --------- | ---------------------------------------------------- |
| 1949 | Kurt Schumacher         | 29,2%      | 131 / 402 | oppositie                                            |
| 1953 | Erich Ollenhauer        | 28,8%      | 162 / 509 | oppositie                                            |
| 1957 | Erich Ollenhauer        | 31,8%      | 181 / 519 | oppositie                                            |
| 1961 | Willy Brandt            | 36,2%      | 203 / 521 | oppositie                                            |
| 1965 | Willy Brandt            | 39,3%      | 217 / 518 | oppositie (1965–1966) coalitieregering (Kiesinger)   |
| 1969 | Willy Brandt            | 42,7%      | 237 / 518 | coalitieregering (Brandt I)                          |
| 1972 | Willy Brandt            | 45,8%      | 242 / 518 | coalitieregering (Brandt II, Schmidt I)              |
| 1976 | Helmut Schmidt          | 42,6%      | 224 / 518 | coalitieregering (Schmidt II)                        |
| 1980 | Helmut Schmidt          | 42,9%      | 228 / 519 | coalitieregering (Schmidt III) oppositie (1982–1983) |
| 1983 | Hans-Jochen Vogel       | 38,2%      | 202 / 520 | oppositie                                            |
| 1987 | Johannes Rau            | 37,0%      | 193 / 519 | oppositie                                            |
| 1990 | Oskar Lafontaine        | 33,5%      | 239 / 662 | oppositie                                            |
| 1994 | Rudolf Scharping        | 36,4%      | 252 / 672 | oppositie                                            |
| 1998 | Gerhard Schröder        | 40,9%      | 298 / 669 | coalitieregering (Schröder I)                        |
| 2002 | Gerhard Schröder        | 38,5%      | 251 / 603 | coalitieregering (Schröder II)                       |
| 2005 | Gerhard Schröder        | 34,2%      | 222 / 614 | coalitieregering (Merkel I)                          |
| 2009 | Frank-Walter Steinmeier | 23,0%      | 146 / 622 | oppositie                                            |
| 2013 | Peer Steinbrück         | 25,7%      | 193 / 631 | coalitieregering (Merkel III)                        |
| 2017 | Martin Schulz           | 20,5%      | 153 / 709 | coalitieregering (Merkel IV)                         |
| 2021 | Olaf Scholz             | 25,7%      | 206 / 736 | coalitieregering (Scholz)                            |
| 2025 | Olaf Scholz             | 16,4%      | 120 / 630 | coalitieregering (Merz)                              |

### Bondspresidentsverkiezingen
De Duitse Bondspresident wordt voor vijf jaar gekozen door de Bondsvergadering. Dit orgaan bestaat uit de Bondsdagleden en een even groot aandeel van mensen die door de deelstaatparlementen worden gekozen.
| Jaar | Eigen kandidaat         | Ondersteunde kandidaat        | Verkozen? |
| ---- | ----------------------- | ----------------------------- | --------- |
| 1949 | Kurt Schumacher         |                               | Nee       |
| 1954 |                         | Theodor Heuss (FDP)           | Ja        |
| 1959 | Carlo Schmid            |                               | Nee       |
| 1965 |                         | Heinrich Lübke (CDU)          | Ja        |
| 1969 | Gustav Heinemann        |                               | Ja        |
| 1974 |                         | Walter Scheel (FDP)           | Ja        |
| 1979 | Annemarie Renger        |                               | Nee       |
| 1984 |                         | Richard von Weizsäcker (CDU)  | Ja        |
| 1989 |                         | Richard von Weizsäcker (CDU)  | Ja        |
| 1994 | Johannes Rau            |                               | Nee       |
| 1999 | Johannes Rau            |                               | Ja        |
| 2004 | Gesine Schwan           |                               | Nee       |
| 2009 | Gesine Schwan           |                               | Nee       |
| 2010 |                         | Joachim Gauck (onafhankelijk) | Nee       |
| 2012 |                         | Joachim Gauck (onafhankelijk) | Ja        |
| 2017 | Frank-Walter Steinmeier |                               | Ja        |
| 2022 | Frank-Walter Steinmeier |                               | Ja        |

### Landdagverkiezingen
In alle 16 Duitse deelstaten is de SPD vertegenwoordigd in het deelstaatparlement (in de meeste gevallen de Landdag genoemd). Bij de meest recente deelstaatverkiezingen behaalde de SPD de volgende resultaten:
| Deelstaat                 | Jaar | Percentage | Zetels   | Positie na verkiezingen                        | Eventuele regeringsleider namens SPD |
| ------------------------- | ---- | ---------- | -------- | ---------------------------------------------- | ------------------------------------ |
| Baden-Württemberg         | 2021 | 11,0%      | 19 / 154 | oppositie                                      | –                                    |
| Beieren                   | 2023 | 8,4%       | 17 / 203 | oppositie                                      | –                                    |
| Berlijn                   | 2023 | 18,4%      | 34 / 147 | coalitieregering (met CDU)                     | –                                    |
| Brandenburg               | 2024 | 30,9%      | 32 / 88  | coalitieregering (met BSW)                     | Dietmar Woidke                       |
| Bremen                    | 2023 | 29,8%      | 27 / 84  | coalitieregering (met B'90/Grüne en Die Linke) | Andreas Bovenschulte                 |
| Hamburg                   | 2025 | 33,5%      | 45 / 121 | coalitieregering (met B'90/Grüne)              | Peter Tschentscher                   |
| Hessen                    | 2023 | 15,1%      | 23 / 133 | coalitieregering (met CDU)                     | –                                    |
| Mecklenburg-Voor-Pommeren | 2021 | 39,6%      | 34 / 79  | coalitieregering (met Die Linke)               | Manuela Schwesig                     |
| Nedersaksen               | 2022 | 33,4%      | 57 / 146 | coalitieregering (met B'90/Grüne)              | Olaf Lies                            |
| Noordrijn-Westfalen       | 2022 | 26,7%      | 56 / 195 | oppositie                                      | –                                    |
| Rijnland-Palts            | 2021 | 35,7%      | 39 / 101 | coalitieregering (met B'90/Grüne en FDP)       | Alexander Schweitzer                 |
| Saarland                  | 2022 | 43,5%      | 29 / 51  | eenpartijregering                              | Anke Rehlinger                       |
| Saksen                    | 2024 | 7,3%       | 10 / 120 | coalitieregering (met CDU)                     | –                                    |
| Saksen-Anhalt             | 2021 | 8,4%       | 9 / 97   | coalitieregering (met CDU en FDP)              | –                                    |
| Sleeswijk-Holstein        | 2022 | 16,0%      | 12 / 69  | oppositie                                      | –                                    |
| Thüringen                 | 2024 | 6,1%       | 6 / 88   | coalitieregering (met CDU en BSW)              | –                                    |

### Europese verkiezingen
De SPD behaalde de volgende resultaten bij de verkiezingen voor het Europees Parlement:
| Jaar | Percentage | Zetels  |
| ---- | ---------- | ------- |
| 1979 | 40,8%      | 33 / 81 |
| 1984 | 37,4%      | 32 / 81 |
| 1989 | 37,3%      | 30 / 81 |
| 1994 | 32,2%      | 40 / 99 |
| 1999 | 30,7%      | 33 / 99 |
| 2004 | 21,5%      | 23 / 99 |
| 2009 | 20,8%      | 23 / 99 |
| 2014 | 27,3%      | 27 / 96 |
| 2019 | 15,8%      | 16 / 96 |
| 2024 | 13,9%      | 14 / 96 |

## De SPD in Europa
Op Europees niveau behoort de SPD tot de Partij van Europese Socialisten (PES). In het Europees Parlement maakt de partij dan ook deel uit van de Progressieve Alliantie van Socialisten en Democraten (S&D).
De volgende SPD-politici hebben gediend als voorzitter van het Europees Parlement:
- Walter Behrendt (1971–1973)
- Klaus Hänsch (1994–1997)
- Martin Schulz (2012–2017)

De volgende SPD-politici hebben gediend als Eurocommissaris:
- Wilhelm Haferkamp (1967–1985)
- Alois Pfeiffer (1985–1987)
- Monika Wulf-Mathies (1995–1999)
- Günter Verheugen (1999–2010)

## Voetnoten
1. ↑   https://archiv.wahl-o-mat.de/europawahl2019/Positionsvergleich-Europawahl2019.pdf
2. ↑  NRC Handelsblad schrijft (11 juni 2016) dat dit, kennelijk recentelijk, is “ontdekt” door weekblad Der Spiegel.
3. ↑  Steinmeier kanselierskandidaat SPD. NOS Journaal, 7 september 2008.
4. 1 2 3 4 5 6 7  Afgetreden
5. 1 2 3 4 5 6  Waarnemend
6. ↑  De twee grote partijen in Duitsland (SPD en CDU/CSU) noemen hun hoofdkandidaat bij Bondsdagverkiezingen kanselierskandidaat. Omdat er geen nationale kieslijsten zijn (maar lijsten per deelstaat), zou een uitdrukking zoals lijsttrekker niet gepast zijn.

## Websites
- Officiële website